# Herrarnas turnering i volleyboll vid olympiska sommarspelen 1980
Herrarnas turnering i volleyboll vid olympiska sommarspelen 1980 spelades mellan 20 juli och 1 augusti 1980. Totalt deltog tio lag i turneringen. Av de ursprungligen kvalificerade lagen bojkottade Kina och Tunisien spelen och ersattes av Libyen och Tjeckoslovakien. Lagen delades upp i två femlagsgrupper där de två främsta gick vidare till finalspel. Till slut stod Sovjetunionen som segrare efter en finalseger över Bulgarien.

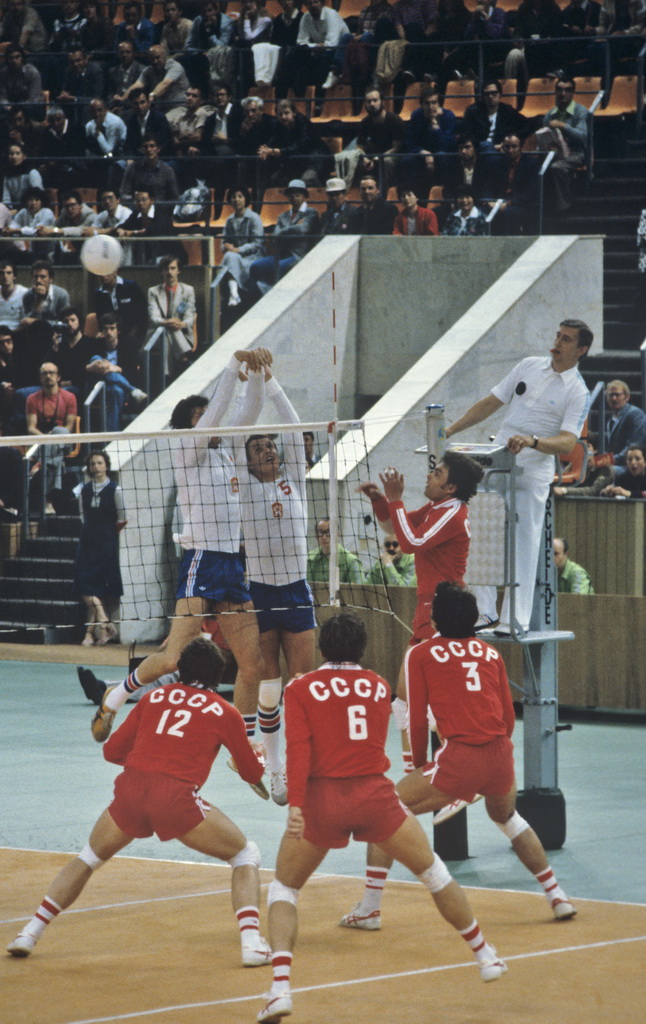
Match mellan Sovjetunionen och Tjeckoslovakien.

## Gruppspel

### Grupp A
| Plac. | Lag             | Matcher | W | L | SF | SA | PF  | PA  | Poäng |
| ----- | --------------- | ------- | - | - | -- | -- | --- | --- | ----- |
| 1     | Sovjetunionen   | 4       | 4 | 0 | 12 | 1  | 193 | 122 | 8     |
| 2     | Bulgarien       | 4       | 3 | 1 | 9  | 5  | 171 | 149 | 7     |
| 3     | Kuba            | 4       | 1 | 3 | 6  | 9  | 181 | 178 | 5     |
| 4     | Tjeckoslovakien | 4       | 1 | 3 | 6  | 11 | 180 | 230 | 5     |
| 4     | Italien         | 4       | 1 | 3 | 4  | 11 | 145 | 191 | 5     |

### Grupp B
| Plac. | Lag         | Matcher | W | L | SF | SA | PF  | PA  | Poäng |
| ----- | ----------- | ------- | - | - | -- | -- | --- | --- | ----- |
| 1     | Polen       | 4       | 3 | 1 | 11 | 5  | 221 | 172 | 7     |
| 2     | Rumänien    | 4       | 3 | 1 | 10 | 5  | 215 | 138 | 7     |
| 3     | Brasilien   | 4       | 2 | 2 | 9  | 8  | 215 | 196 | 6     |
| 3     | Jugoslavien | 4       | 2 | 2 | 8  | 8  | 198 | 177 | 6     |
| 4     | Libyen      | 4       | 0 | 4 | 0  | 12 | 23  | 180 | 0     |

## Slutspel
|  | Semifinaler   | Semifinaler |   |       | Final         | Final |  |
|  |               |             |   |       |               |       |  |
|  |               |             |   |       |               |       |  |
|  | Sovjetunionen | 3           |   |       |               |       |  |
|  | Rumänien      | 0           |   |       |               |       |  |
|  |               |             |   |       |               |       |  |
|  |               |             |   |       |               |       |  |
|  |               |             |   |       | Sovjetunionen | 3     |  |
|  |               | Bulgarien   | 1 |       |               |       |  |
|  |               |             |   |       |               |       |  |
|  |               |             |   |       |               |       |  |
|  |               |             |   |       | Bronsmatch    |       |  |
|  |               |             |   |       |               |       |  |
|  | Bulgarien     | 3           |   | Polen | 1             |       |  |
|  | Polen         | 0           |   |       | Rumänien      | 3     |  |

### Final
| 1 augusti 1980 | Sovjetunionen | 3 - 1                          | Bulgarien     |  |
| 1 augusti 1980 | 15 14 15 59   | Set 1 Set 2 Set 3 Set 4 Totalt | 7 13 16 11 47 |  |